# Salah
Andra betydelser: Salat (flod) och Salah (namn)

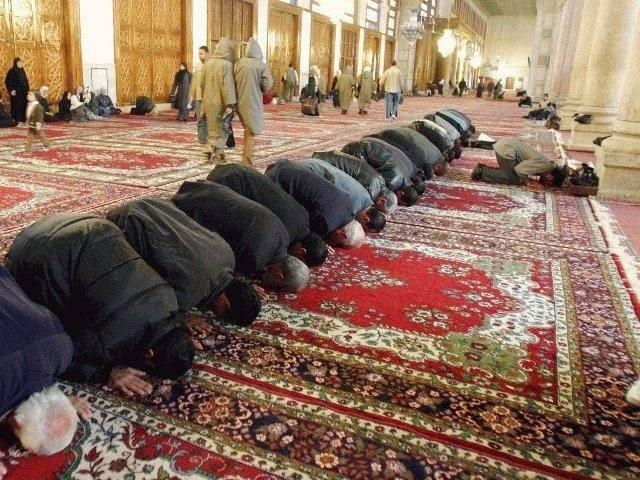
Muslimer i Umayyadmoskén i Damaskus, Syrien, utför gemensamt den rituella tidebönen, salat, vilken utförs i riktning mot Mecka.

Salah eller salat är tidebönen inom islam. Den är en av islams fem pelare och förrättas fem gånger om dagen. Det finns en del skillnader mellan hur sunni- och shiamuslimer ber. Men trots detta ber de ändå oftast tillsammans.

## Tidpunkter för bön

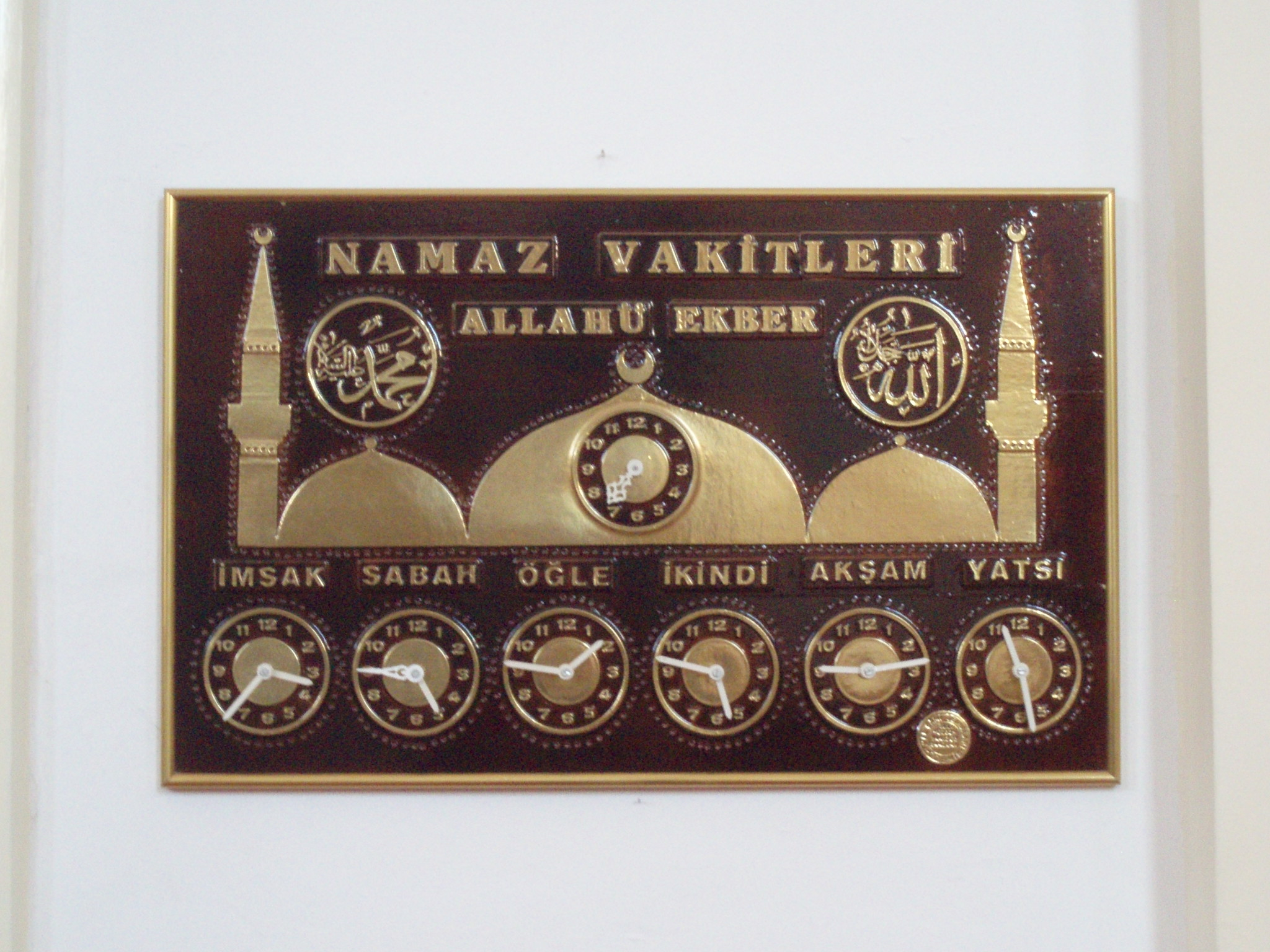
Bönetider i en turkisk moské.

Inom islam sker tidebönerna vid vissa tider, enligt ett mönster som fastställdes efter Isra och Miraj.
Den första bönen är gryningsbönen, strax före solens uppgång. Den andra bönen är middagsbönen, när solen återigen börjat sjunka. Ungefär två timmar före solnedgången sker eftermiddagsbönen. De två sista bönestunderna är solnedgångsbönen och kvällsbönen.
Tidebönerna får inte förrättas just i gryningen eller skymningen och inte heller precis när solen står som högst på himlen.

## Förutsättningar för salat
Alla muslimer som har nått pubertetsålder och är mentalt friska är ålagda att utföra salat.
Innan man förrättar salat skall man förbereda sig och uppfylla sex villkor. Om något av villkoren inte uppfylls är bönen ogiltig. Villkoren är som följer:
1. Vara kroppsligen ren, ha rena kläder och ha en plats där salat kan utföras.
En muslim bör alltid hålla sin kropp ren, likaså sina kläder och sin bostad. Man kan inte utföra salat fysiskt smutsig (najis). Reglerna för renhet omfattar tvagning efter toalettbesök, avlägsnande av hår från armhålor och andra dolda platser, rena tänder och välskötta naglar. Före och efter varje måltid skall händerna tvättas.

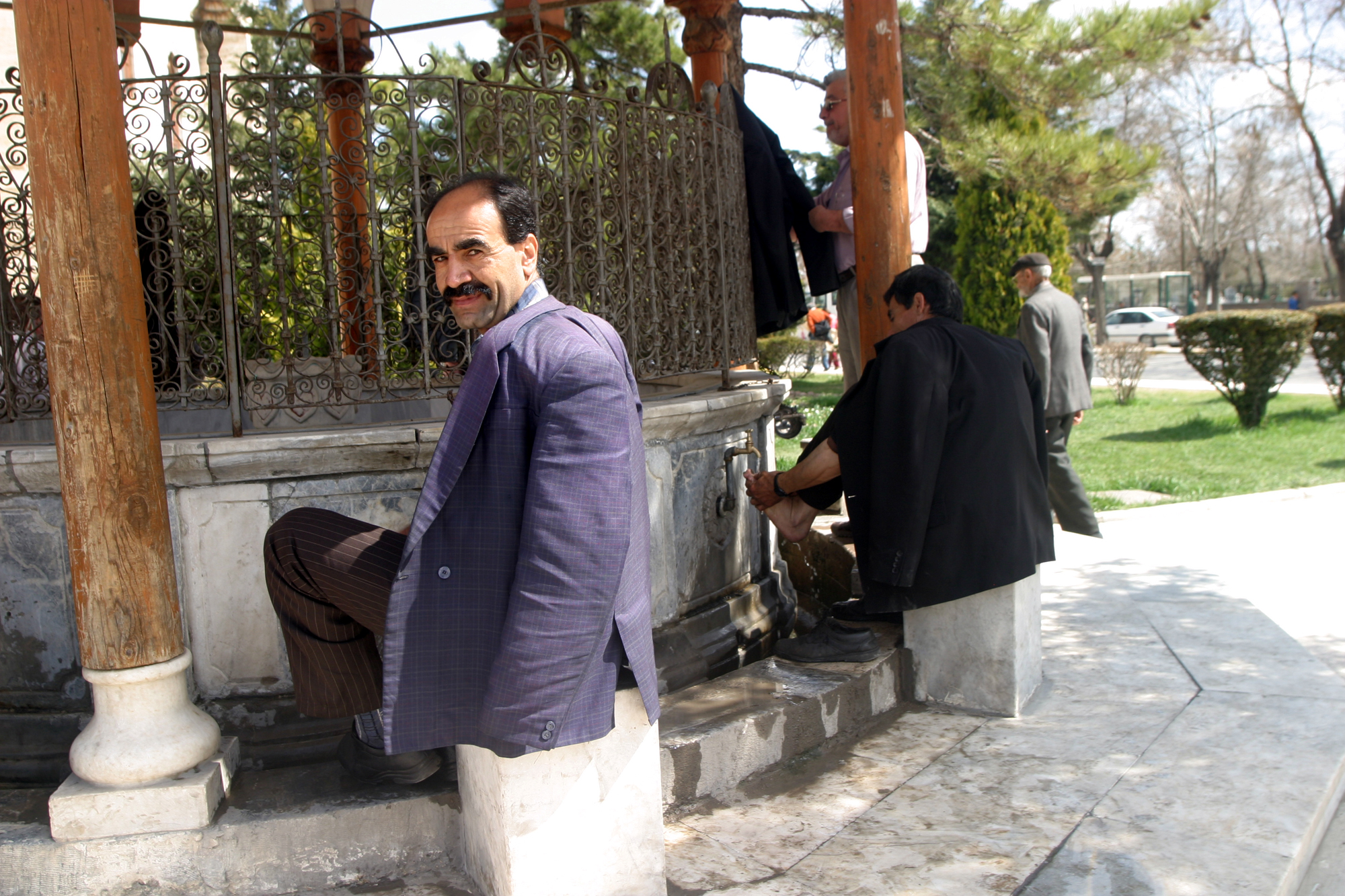
Män utför wudu i Turkiet

2. Vara rituellt ren.
Wudû' eller abdest är en särskild tvagning med rent vatten i syfte att utföra bönen eller läsa Koranen. Tvagningen inleds med att man läser Bismillah, därefter tvättar man händerna upp till handleden, sköljer munnen och näsan tre gånger vardera. Efter det tvättar man ansiktet och från händerna upp till armbågarna tre gånger, börjar med den högra och sedan den vänstra. Sedan bestryker man övre/främre delen av huvudet, insidan av öronen, baksidan av öronen med våta händer. Sedan stryker man nacken med övre sidan av händerna. Avslutningsvis tvättas fötterna, först den högra sedan den vänstra. I början av tvagningen läses Kalimat ash-shahada och efter tvagningen kan ansiktet och händer torkas med en ren handduk. Om det råder brist på vatten tvättas endast ansikte, händer och fötter en gång och huvudet bestryks med våt hand. 
Med en och samma tvagning kan flera salatböner utföras.
3. Vara klädd enligt föreskrifterna.
Det är viktigt att vara anständigt klädd när man utför salat. Hos kvinnor bör hela kroppen samt håret vara täckt. Endast händer, fötter och ansikte får vara oövertäckta. Männen måste täcka sin kropp minst från midjan och ner till knäna.

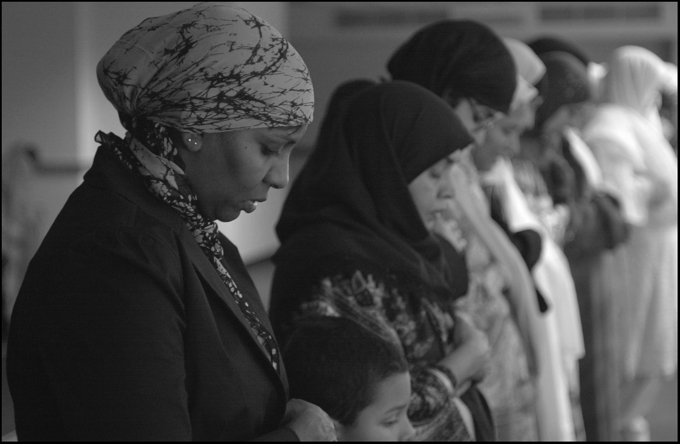
Fredagsbön vid middagstid

4. Hålla tiderna då salat skall förrättas.
Bönen är tidsmässigt bunden utefter solens gång. Dygnet är uppdelat i fem delar, och varje salat skall utföras inom sin fastställda tidsperiod:
- Morgonbönen (sabah) skall utföras under perioden från gryningen och fram till solens uppgång.
- Middagsbönen (zuhr) hålls någon gång från det att solen passerat zenit och till…
- … eftermiddagsbönens (asr) period börjar, vilket är då skuggan av ett föremål överstiger en till två gånger av dess längd. Eftermiddagsbönens period i sin tur sträcker sig fram till…
- … kvällsbönens (maghrib) period tar vid, något som sker vid solnedgången.
- … Efter det är det nattbönen (ishâ) vars period avlöser kvällsbönens då solen inte längre färgar himlen i väster och den räcker fram till strax innan gryningen.

Tidpunkterna under året då salat får inledas anges i den muslimska kalendern och ofta förkunnas tidpunkten då salat börjar av adhân, böneutropet. Adhân får bara ropas ut av män och det skall ske långsamt och med hög röst. Om tillgång till särskilda torn, minaret (minhara) finns bör utropet ske där, men det går även bra från annan plats. Om man skall be i hemmet på en plats där det saknas en officiell böneutropare, och man inte har tillgång till adhân via radiosändning eller inspelning, kan en mansperson läsa böneutropet, som består av ett antal meningar på arabiska. Eftersom det rekommenderas att man läser eqameh, som är böneutropet strax innan man läser bönen, och eqameh är identisk språkligt och innehållsmässigt med adhân, kan det räcka med eqameh i denna situation. 
5. Stå vänd mot Kaba.

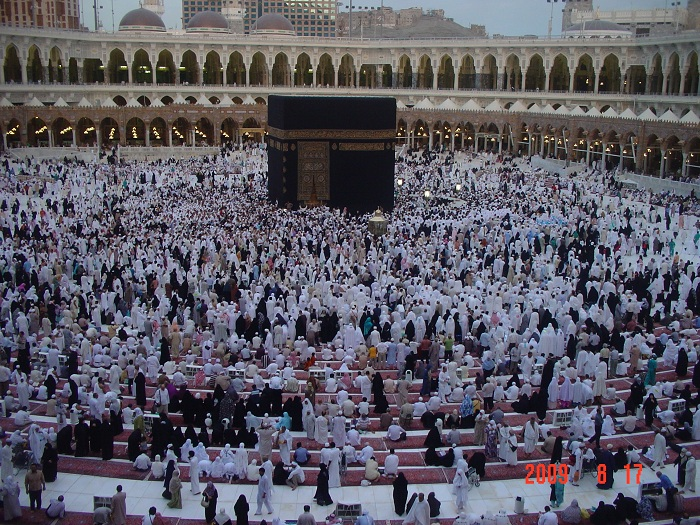
Kaba i Mecka.

Qibla är den riktning i vilken man skall stå vänd när salat utförs. Det är riktningen mot den hela heliga byggnaden Kaba i staden Mecka i nuvarande Saudiarabien. Om man inte vet vilken riktning Kaba ligger och ingen finns att fråga, får man vända sig i den riktning man tror att det ligger. De flesta moskéer har någon form av nisch eller annan utmärkning av qibla. 
6. Ha rätt intention.
Innan man påbörjar salat bör man ha beslutat i sitt hjärta vilken salat som skall utföras. Beslutet/syftet kallas niyya (nijja) och kan uttalas med en särskild formulering, antingen på sitt hemspråk eller på arabiska, det finns en särskild formulering för varje salat. Man kan också uttala niyya med sin egen formulering. Tillbedjan handlar om att prisa Gud, inte om att önska sig något som vid det vi normalt tänker på när vi hör ordet bön. Det är viktigt att bönen är för Guds skull och ingen annans.

## En typisk morgonbön
(Följande text och instruktioner kan skilja sig åt gällande vissa detaljer beroende på vilken rättskola i islam man följer) Morgonbönen (subh-bönen) består av två avsnitt (rak'at). Man vänder sig mot Mecka i stående ställning, och lägger båda händerna vid öronen och uttalar niyya, avsikten eller syftet med tillbedjan. Är man svenskspråkig kan man säga: "Jag uträttar morgonbönen för att uppnå Guds tillfredsställelse". Därefter går man över till arabiska och säger: 
Allahu akbar ("Gud är störst")
Efter detta får man inte vända blicken från bönemattan, prata med någon annan eller äta någonting. Allahu akbar säger man mellan varje rörelse i bönen (hädanefter kommer denna fras inte att tas med i beskrivningen, men muslimen säger den alltså mellan varenda förändring av kroppspositionen). Därefter sätter man höger hand över vänster på bröstet och säger (hela bönen måste sägas på arabiska):
Du är ärad, o Gud och Du är lovprisad. Ditt namn är välsignat, upphöjt är ditt majestät och det finns ingen annan gud än du.
Därefter läser man på arabiska det första kapitlet ur Koranen och alltid när man läser Koranen börjar man med dessa ord:
Jag söker skydd hos Gud, från Satan, den utstötte.
I Guds, den Barmhärtiges, den Nåderikes Namn.

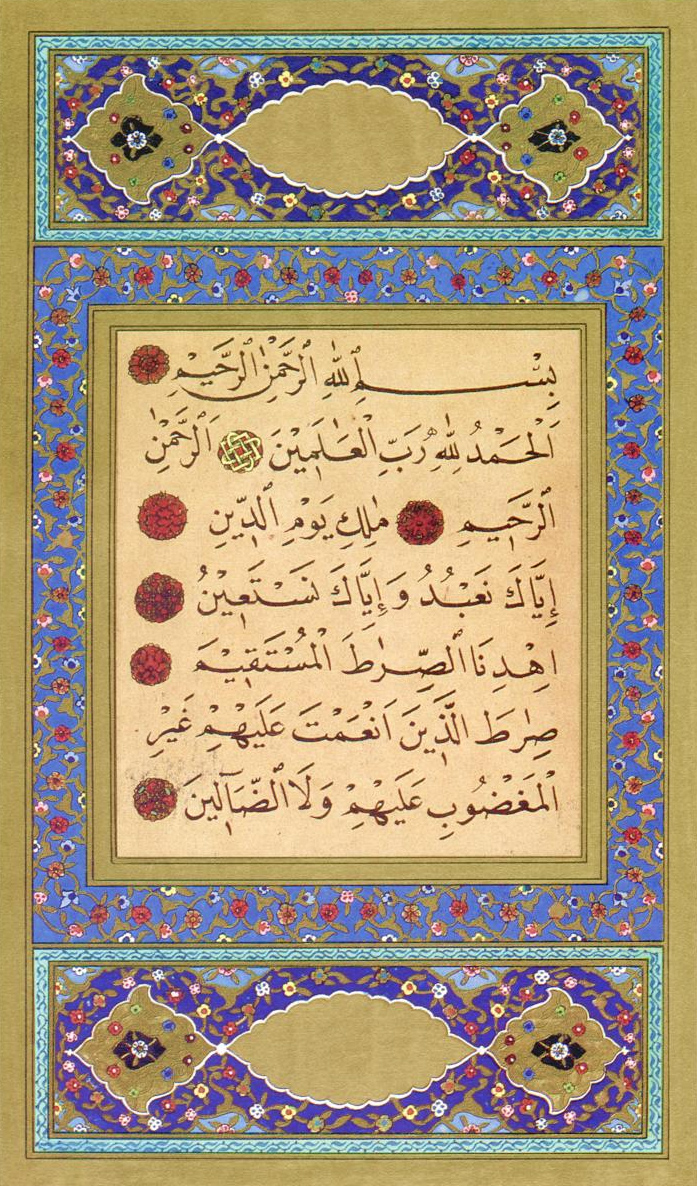
Sura al-Fatiha.

Första kapitlet ur Koranen, al-Fatiha (öppningen):
All lov och pris tillkommer Gud, världarnas Herre.
Den Barmhärtige, den Nåderike.
Domedagens Härskare.
Dig tillber vi, och dig anropar vi om hjälp.
Led oss på den rätta vägen, vägen vars anhängare du välsignat och inte dom som ådragit sig din vrede eller gått vilse.
Amen!
(Dock anser shiamuslimer att yttrandet "amen" efter kapitlet ogiltigförklarar bönen ifall man anser att yttrandet är en del av bönen)
Därefter läser man ett annat kapitel av Koranen (oftast ett av de kortare), till exempel:
Säg: Han är Gud, den Ende.
Gud, som alla är beroende av, men som själv inte är beroende av något.
Han är inte avlad och han har inte avlat.
Och det finns inget som kan jämföras med honom.
Därefter går man ner i en bugande position och säger:
All ära är till min Herre, den Störste.( Tre gånger)
Sedan, samtidigt som man rätar på sig, säger man:
Gud hör den som prisar honom.
Och efter det att man står i en upprätt position säger man:
Min Herre, lovprisad vare du!
Därefter faller man ner med pannan mot marken och säger:
All ära är till min Herre, den Högste
Man kommer sedan upp ur sin position och sätter sig. Under tiden man sitter säger man:
Oh Gud, förlåt mig, var barmhärtig mot mig, vägled mig, försörj mig och bevara mig.
Sedan går man ner med pannan mot marken igen och säger:
All ära är till min Herre, den Högste. (Tre gånger)
Efter detta har man avklarat en enhet (raka'ah) i bönen. Morgonbönen består av två enheter, så man upprepar varenda handling som beskrivits nyss och efter att man avklarat den andra enheten sätter man sig ner och säger:
All min bön, dyrkan och mina gärningar är för Gud. Må Guds fred, välsignelser och barmhärtighet vila över Profeten. Må Guds fred vila över oss och Guds rättfärdiga tjänare. Jag vittnar om att det inte finns någonting värt dyrkan förutom Gud och att Muhammed är hans profet. Åh Gud, välsigna Muhammed och hans familj såsom du välsignat Abraham och hans familj. Jag söker skydd hos Gud från gravens och helveteseldens straff. Jag söker skydd hos Gud från livets och dödens prövningar och jag söker skydd från Antikrist och hans prövningar.
Som en avslutning på bönen vänder man huvudet först till höger och sen till vänster hälsandes med orden:
Guds frid vare med dig

## Salats yttre form

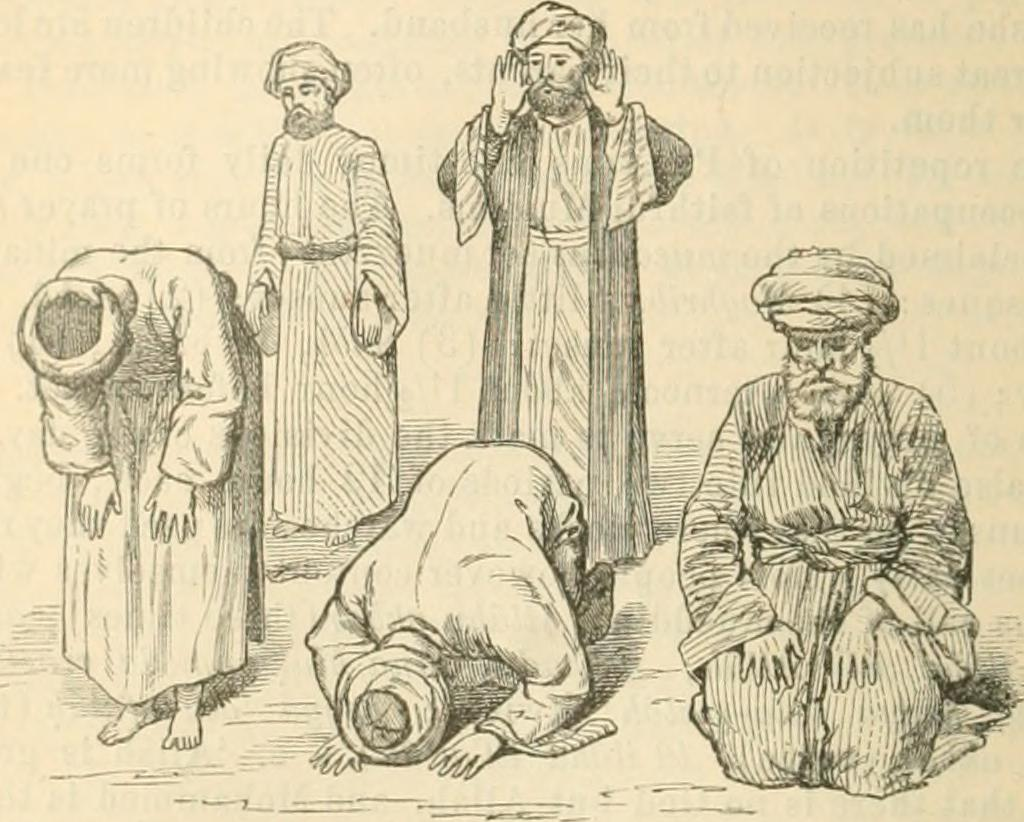
Olika rörelser i bönen.

Salat består av sex praktiska moment: först ett inledande förhärligande av Gud (takbir) följt av stående, läsning, bugning med händerna på knäna, bugning med pannan mot marken/golvet och slutligen sittande. En upprättstående ställning, en bugning och två bugningar mot marken utgör en så kallad rak'a. För varje rak'a reciteras, som ovan nämnts, al-Fatiha, den första suran i Koranen, och sedan reciterar man även någon annan sura.
Rak'a är ett obligatoriskt inslag i salat, men själva utförandet kan skilja sig lite åt mellan olika rättskolor. Nedan följer en beskrivning av det Hanafitiska utförandet:
Upprätt stående (qiyâm): Man står stilla med blicken nedslagen framför sig. Man håller ihop sina händer med höger hand placerad över den vänstra. Höger pek- och långfinger är sträckta, medan tummen, ring- och lillfingret greppar och vänsterhanden. Benen skall åtskiljas av tre fingrars mellanrum. Männen håller händerna framför mellangärdet medan kvinnorna håller sina vid bröstet. Man står här i riktning mot Kaba i Mecka och uttalar tyst sin niyya (medveten intention) för den specifika salat som skall utföras. Sedan lyfter man händerna och uttalar takbir.
Stående bugning (rukû'): Man böjer överkroppen framåt från midjan, placerar händerna på knäna, håller sitt huvud i höjd med ryggraden och ser ned på sina tår.
Bugning mot marken (sajda): Man böjer sig framåt med händerna på knäna, böjer sina ben och går ned på knä. Man placerar sedan händerna på golvet/marken med fingrarna utsträckta och böjer sedan ned sitt huvud så att panna rör vid underlaget, mellan händerna (enligt den shiamuslimska ja'fari-rättsskolan måste bugning mot marken utföras på ren jord eller vad som växer på den, förutsatt att det inte äts eller bärs som kläder). Man blickar ned längs näsan. Man sätter sig sedan upp på knä och gör så ytterligare en bugning mot marken. Från denna position reser man sig upp till en andra rak'a som utföres på samma vis som den första.
Sittande (qu'ud): I salat sitter man på knäna, männen lägger tyngden på vänster ben och håller höger fotsula rak och tårna krökta. Kvinnor böjer båda sina ben åt höger. Man håller händerna på knäna, men fingrarna får inte sticka fram över knäna och inte spreta för mycket. Blicken hålls riktad ned mot ens knän.